# 錶匠

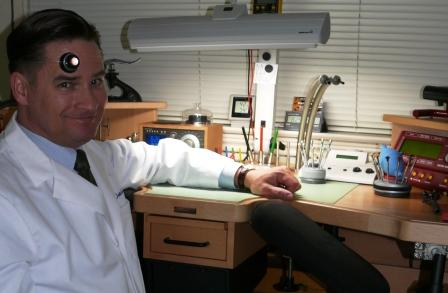
一位現代的錶匠在他的工作檯上用特殊的放大鏡來檢視手錶內的細微之處。

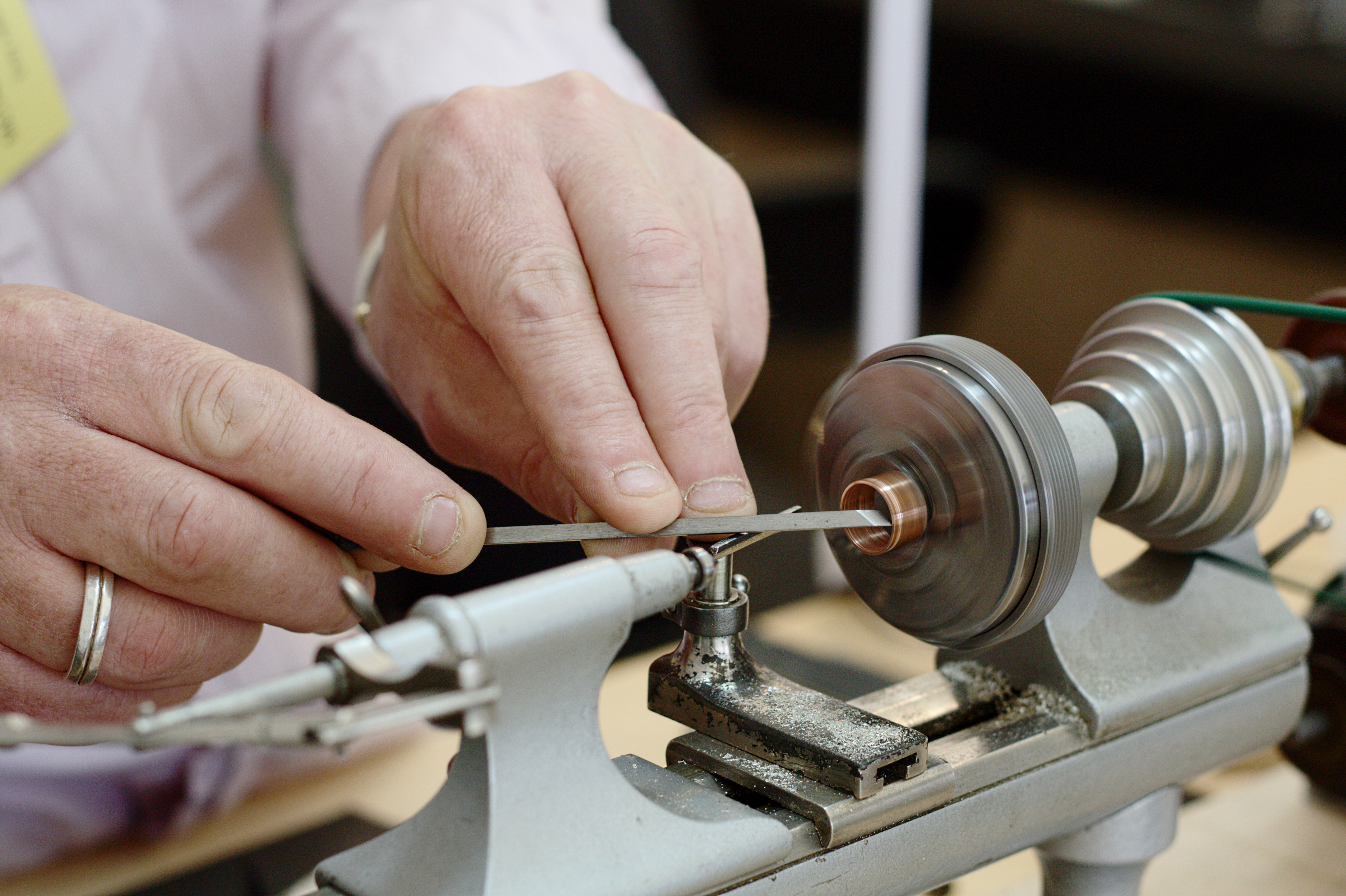
錶匠的車床，用來切割銅以製作手錶的部份零件。

錶匠是指製作、修繕手表的工匠。由於當今的手錶多數是工廠所生產的，因此大多數的現代錶匠只修理手錶，不過以前的錶匠能製作手錶、包括手錶內所有的零件。現在的錶匠通常被委託修理舊錶，替換其中不可用的零件，並讓錶能再度運轉，因此通常懂得加工製造手錶內的部份零件。鐘匠是指製作和修繕時鐘的同類型職業，兩者所需的工具和技術大不相同。

## 另見
- 計時學
- 鐘匠（英语：Clockmaker）
- 亞伯拉罕·路易·布雷蓋 - 廣受讚譽的瑞士鐘錶製造大師
- 機械錶複雜功能
- 精密手錶
- 計時工具的歷史